# Roncus alpinus
Espèce
Synonymes
- Roncus stussineri dolomiticus Beier, 1952

Roncus alpinus est une espèce de pseudoscorpions de la famille des Neobisiidae.

## Distribution
Cette espèce se rencontre en Italie, en France, en Suisse, en Autriche, en Slovénie et en Slovaquie.

## Systématique et taxinomie
Roncus stussineri dolomiticus a été placée en synonymie par Gardini et Rizzerio en 1986.

## Étymologie
Son nom d'espèce lui a été donné en référence au lieu de sa découverte, les Alpes.

## Publication originale
- L. Koch, 1873 : Uebersichtliche Dartstellung der Europäischen Chernetiden (Pseudoscorpione). Bauer und Raspe, Nürnberg, p. 1-68 (texte intégral).